# Масис Блур
Масис Блур (англ. Masis Blur settlement) —  поселение эпохи неолита (VI тыс. до н.э.), расположенное в Араратской долине Армении, примерно в 13 км к югу от Еревана недалеко от левого берега реки Раздан.                 

## Исследование
Место было обнаружено весной 1969 года, а в 1985-86 годах группа из Ереванского государственного университета во главе с Григорием Арешяном провела два сезона раскопок. 
Неолитические поселения появились на Южном Кавказе в начале 6-го тыс. до н.э. То, как эти сообщества использовали ландшафт и управляли скотом в контексте смешанного земледелия, не совсем понятно. Анализ изотопов стабильного углерода (δ 13 C) и азота (δ 15 N) костного коллагена и анализ изотопов стабильного углерода и кислорода (δ 18 O) зубной эмали из остатков фауны из Масис-Блура, одного из самых ранних неолитических памятников на Южном Кавказе, проясняют, как сообщества содержали стада в этом топографически разнообразном регионе. 
Анализ источников происхождения обсидиановых артефактов из различных неолитических памятников региона показывает, что большинство деревень использовали различные источники сырья, многие из которых расположены в горных зонах. Жители Масис-Блура постоянно использовали несколько источников, расположенных на расстоянии от 45 км (гора Артени) до 375 км (Бингёль).
Домашний скот составляет подавляющее большинство проанализированной фауны в Масис Блур. Большинство останков млекопитающих приписывается козлам (большинство не идентифицируется как Ovis или Capra). 
В сезоне 2024 года на поселении Масис Блур было найдено детское погребение, которое относится к IV тыс. до нашей эры. 